# الشجاعية
حي الشجاعية من أكبر أحياء مدينة غزة في فلسطين، ويقع إلى الشرق مباشرة من مدينة غزة وينقسم إلى قسمين الشجاعية الجنوبية (التركمان) والشجاعية الشمالية (إجْدَيْدَة)، بُنى خلال عهد الأيوبيين، وينسب في تسميته إلى «شجاع الدين عثمان الكردي» الذي استشهد في إحدى المعارك بين الأيوبيين والصليبيين سنة 637 هجري/1239 ميلادي قد أنتصر المسلمون في هذه المعركة وكانت بعد معركة حطين. يسكنه حوالي 100,000 نسمة. الشجاعية تحتوي على العديد من الهياكل القديمة والمساجد والمقابر. تبعد مقبرة الحرب العالمية الأولى 2 كيلومتر (1.2 ميل) إلى الشمال من المركز التجاري في الحي.

## تل المنطار

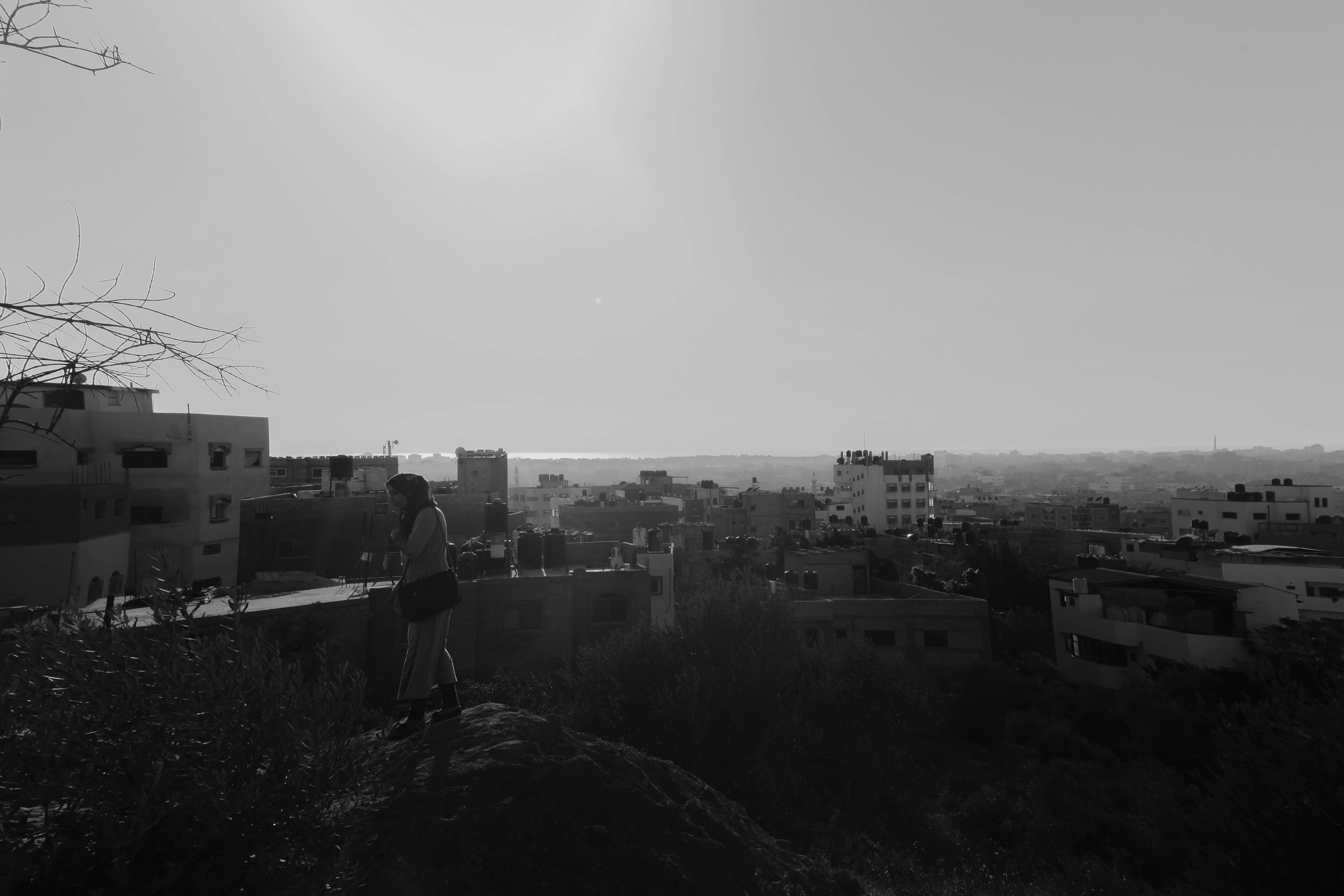
صورة قديمة لتل المنطار

وفي حي الشجاعية يقع تل المنطار الى الشرق من مدينة غـزة، وترتفع بنحو (85) متراً فوق مستوى سطح البحر، من هنا جاءت أهميتها كموقع استراتيجي عسكري، وكمفتاح لمدينة غـزة عسكرت عليه جنود نابليون بونابرت حيث قتل فيها آلاف من جنود الحلفاء في الحرب العالمية الأولى أمام تصدي القوات العثمانية، دفنوا جميعاً في ‘مقبرة الحرب العالمية الأولى’ في غـزة. واللافت للنظر هنا أن «تل المنطار» حظي بهذه المكانة في المدينة، وأصبح موضعاً ومركزاً «لموسم»؛ فقد أصبحت له ذاتيته المستقلة عن مدينة غزة الفوقية التي هدم الصليبيون سورها إبان الحروب الصليبية. وأصبح «تل المنطار» علماً تلتف حوله جميع القبائل العربية، التي عززها القائد صلاح الدين بجنده من قبائل التركمان والأكراد والخوارزميين، وأقطعها الأراضي الواقعة إلى الشرق من غزة، وبخاصة تلك الواقعة بينها وبين «تل المنطار» لتصبح النواة لتأسيس «حي الشجاعية» بقسيمه «التركمان» و«جْدَيدة الأكراد» (الجديدة)؛ التي سميت بهذه الأسماء نسبة لتلك القبائل الداعمة لصلاح الدين، ولما أصبح لها من مكانة ديمغرافية وهيبة لا يستهان بها. وكانت هذه القبائل تحتشد جميعاً بفرسانها يوم «موسم المنطار» في يوم الخميس السابق ليوم عيد الفصح من كل عام.
الاحصائيات الحديثة تشير إلى أن حي «اجديدة» والذي بلغ تعداد سكانه عام 2011 م 36750 نسمة وبمساحة تقدر 2753 دونم، والقسم الجنوبي منه هو حي «التركمان» وعدد سكانه عام 2011 م بلغ 52800 نسمة وبمساحة تقدر 2899 دونم. كما ان البلدية قد قسمته الي حيي اجديدة الشرقي بمساحة 4958 دونم، وحي التركمان الشرقي بمساحة 4016 دونم، وهي المناطق خلف الخط الشرقي والخالية تقريبا من السكان.

## التاريخ
يعود تاريخ حي الشجاعية إلى الفترة الأيوبية في غزة، وتم تسميته نسبة إلى شجاع الدين عثمان الكردي، وهو القائد الأيوبي في غزة الذي استشهد في القتال ضد الصليبيين. خلال القرون الوسطى، كانت المنازل في الحي بناؤها سيئ جدا، وكانت طرقها ضيقة وغير معبدة. ومع ذلك فأن في الحي العديد من المساجد التي تم بناؤها بشكل رائع  مثل مسجد عثمان بن عفان الذي بني في القرن 14.
ينمو حي الشجاعية بشكل متقدم عن الأحياء الأخرى مثل: حي الدرج والتفاح والزيتون، مما جعله في نهاية المطاف أكبر أحياء مدينة غزة، وتم تقسيم الحي قديما إلى قسمين شمالي وجنوبي على أساس عرقي. ويسمى الجزء الجنوبي من الشجاعية حي تركمان بسبب تركيز العشائر التركمانية الذين استقروا هناك في عهد السلطان الأيوبي الصالح أيوب في الأعوام 1240-1249م. ويسمى الجزء الشمالي الجديدة أو حي الأكراد وتم استقرار الأكراد في هذا الجزء وخاصة من منطقة الموصل،
التعداد العثماني عام 1525 يظهر تساوي نسب السكان من الأتراك والأكراد، مع 89 و 90 أسرة، على التوالي. وأن اليهود كانوا هم أكبر مجموعة عرقية مع 95 أسرة، في حين أن المسيحيين 82. لكن في عام 1538، نما السكان الأكراد والتركمان بصورة ملحوظة، كان الأكراد 278 أسرة في حين كان الأتراك 181. في 1549، نما عدد السكان الاكراد بشكل حاد إلى 406 منزلا، بينما حافظت على نمو بطيء التركمان إلى 195 منزلا. وكان هناك بقايا للمماليك ووحدات عسكرية يقيمون في مجتمع صغير منفصل خاص بهم في الشجاعية يتألف سكانه من 44 أسرة سنة 1557 والتي تضاءلت إلى 66 شخصا في عام 1597م.

### العصر الحديث
تأسست المدرسة الابتدائية للبنات في حي الشجاعية في عام 1967. في عام 2011 كان مسجل بها 1,326 طالبة. في 6 أكتوبر 1987، قبيل اندلاع الانتفاضة الأولى، كان حي الشجاعية ساحة مواجهة مسلحة بين المقاومة الفلسطينية والجيش الإسرائيلي.
أسفر الاشتباك عن مقتل ضابط في الجيش وأربعة من نشطاء حركة الجهاد الإسلامي، ولقد تم تسمية هذا اليوم باسم «معركة الشجاعية.» في الذكرى السنوية الأولى للعملية، في عام 1988 دعت حركة الجهاد الإسلامي إلى إضراب عام ضد إسرائيل.
الشجاعية كانت هدفا لهجمات متكررة في الغارات الجوية الإسرائيلية في حرب 2008-2009 على قطاع غزة وقتل في الحي عدة أفراد من قوات الأمن التابعة لحماس ودمرت مركز الشرطة المحلي. مسلحي حركة حماس مع مسلحي حركة الجهاد الإسلامي اشتبكوا بشكل مكثف في أيام الحرب مع جيش الاحتلال الإسرائيلي بعد الضربات الجوية والاجتياح البري. وقد أعلنت حركة حماس استشهاد ثلاثة من مقاتليها، بينهم قائد محلي بعد غارة جوية إسرائيلية وخسرت كتائب شهداء الأقصى التابعة لفتح مقاتل بعدما نصبوا كمينا لقوات إسرائيلية من المستعربين في الحي. وأفاد شهود عيان وعن تدمير عيادة الأطفال في غارة جوية إسرائيلية أثناء أعمال القتال مع وقوع إصابات.

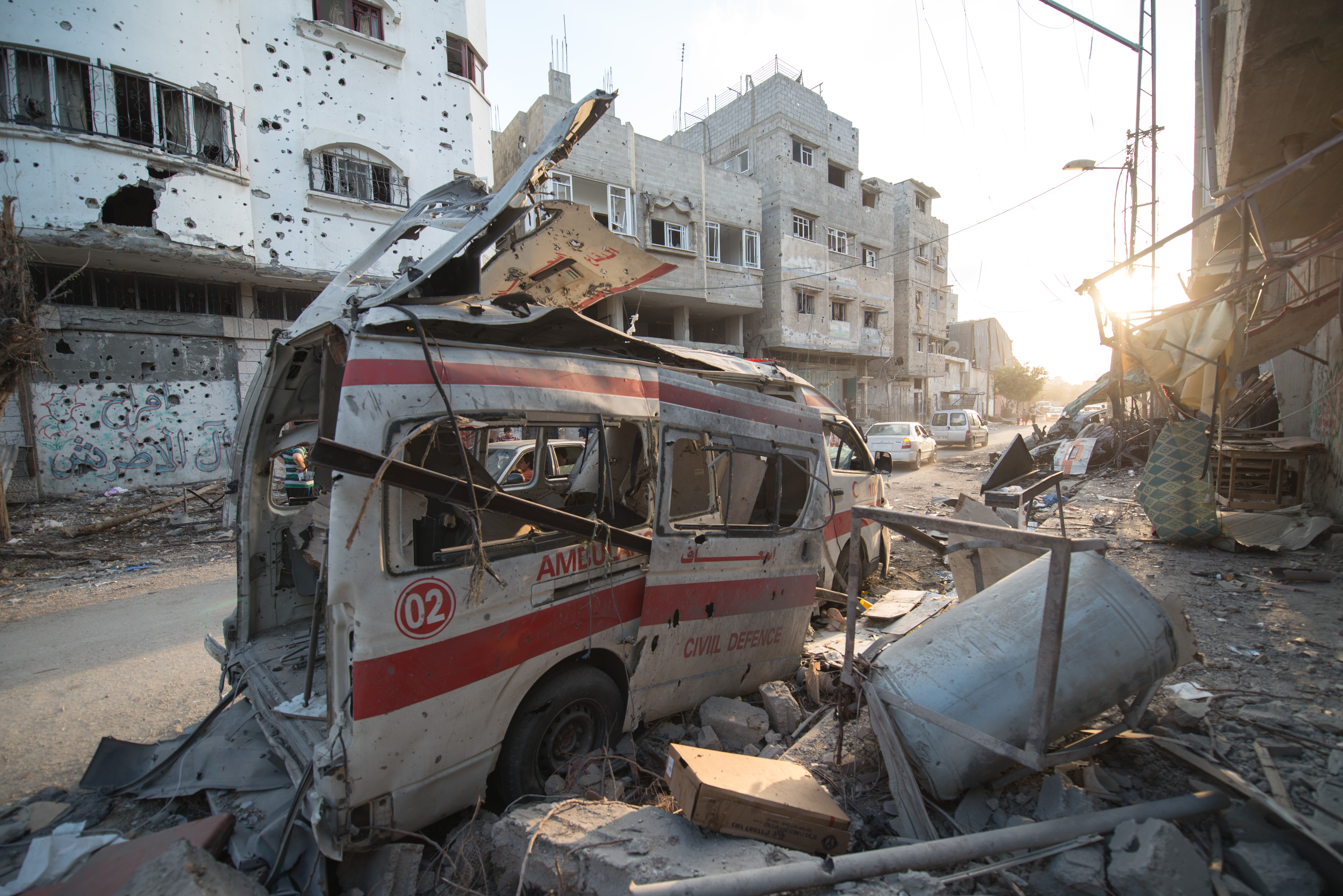
سيارة إسعاف مدمرة في الشجاعية، التقطت الصورة أثناء وقف إطلاق النار في 6 آب (أغسطس) 2014 من الحرب

### في الحرب على غزة (2014)
منذ فجر الأحد 20 يوليو 2014 قصفت مدفعية الإسرائيلية بدون سابق انذار بشكل عشوائي وعنيف حي الشجاعية شرق غزة ومنعت دخول سيارات الإسعاف وسقط أكثر من 70 شهيد ومئات الجرحى من المدنيين، في حين توغلت القوات البرية الإسرائيلية للمناطق الشرقية للحي مخلفة ورائها دمارا كبيرا لحي الشجاعية، وبحدود الساعة السابعة مساء قصفت الطائرات الإسرائيلية إحدى الشقق السكنية بمنطقة الرمال وأدى إلى استشهاد 6 مدنيين.
المقاومة الفلسطينية كانت قد دمرت ناقلتي جند ودبابة من نوع ميركافا في اشتباكات فجر الأحد وهو ما سمحت الرقابة العسكرية الإسرائيلية بنشره عصر الأحد.

### في الحرب على غزة (2023)
وفي 21 ديسمبر 2023، أعلن جيش الاحتلال الإسرائيلي، أنه سيطر على حي الشجاعية، في المقابل أعلنت كتائب القسام قتل 19 جنديا إسرائيليا في المعارك.

## الاقتصاد
أكبر سوق في غزة متخصص في الغالب في الملابس والسلع المنزلية، وهو في الشجاعية («ساحة الشجاعية») ويقع عند مدخل الحي من المدينة القديمة. يبدأ من شارع عمر المختار في منطقة الشجاعية وينتهي في منطقة الرمال. تقوم بلدية غزة بمشاريع لتعزيز مكانة الشجاعية. وتهدف هذه المشاريع إلى تحسين البيئة والظروف المعيشية لمواطنيها، من خلال توسيع وإعادة، وإصلاح الطرق في المنطقة. وهناك أيضا تطوير الأراضي الواقعة على طول شارع صلاح الدين. ومن أهم اسواقه أيضا سوق الجمعة الذي يقام فقط يوم الجمعة وهو غالبًا ما يرتاده تجار الأغنام والأبقار (الحلال) وهو سوق مشهور بغزة لمربي الأغنام.

## معالم الحي
ومن أهم معالم هذا الحي الكبير جامع «أحمد بن عثمان» أو ما يسميه أهل المدينة بالجامع الكبير محتلا قلب الحي السكني والتجاري، وبهذا الجامع قبر سيف الدين يلخجا من مماليك السلطان «الظاهر برقوق» وأصبح نائباً لمدينة غـزة عام 849 هجري، وتوفي سنة 850 هجري ودفن بالجامع. وللجامع الكبير عدة حجارة تأسيسية تكشف عما حدث له من هدم وترميم ابتداءً من القرن التاسع الهجري وحتى منتصفه، وهو غني بنقوشه وحجارته المزخرفة خاصة تلك التي تزين مئذنته. ومن آثار هذا الحي الجميلة «جامع المحكمة» وقد كان به مدرسة لها أهميتها -كما جاء على نقش أعلى عتبة بابه الشمالي المغلق.
ومن مساجده مسجد «الهواشي»، مسجد «السيدة رقية» «مسجد علي بن مروان» علي خط صلاح الدين و«الشيخ مسافر»، و«مسجد الإصلاح»، و«طارق ابن زياد»، وجامع «القزمري»، و«مسجد الدارقطني»، و«مسجد ذو النورين»، و«مسجد السيد علي» وكان بهذا الجامع حمام الشجاعية، وقد اندثر، وتقع إلى الشرق من هذا الحي مقبرة «التونسي»، أو مقبرة «التفليسي»، كما يوجد في أحد مقابر الحي قبر يقال انه لشمشون الجبار الشهير.